# Ammotretis elongatus
Ammotretis elongatus (лат.) — вид лучепёрых рыб из семейства ромбосолеевых. Распространены у южного побережья Австралии. Максимальная длина тела 22 см. Видовое название связано с тем, что особи становятся все более удлиненными по мере роста.

## Описание
Тело высокое, сильно сжато с боков, умеренной длины. Высота тела составляет 40—53 % стандартной длины тела. Чешуя очень мелкая, плотно сидящая, ктеноидная или циклоидная на глазной стороне тела и преимущественно ктеноидная на слепой стороне. Боковая линия хорошо развита на обеих сторонах тела, с небольшим изгибом над грудными плавниками; оканчивается на голове. Голова небольшая. Маленькие глаза расположены на правой стороне тела, разделены небольшим промежутком. Окончание рыла вытянуто в крючковидный отросток, загнутый вниз перед ртом. Рот маленький, косой. Зубы мелкие, расположены на обеих челюстях узкой полосой. Спинной плавник с 74—75 мягкими лучами, начинается на окончании рыла и тянется до хвостового стебля; передние лучи не удлинённые. В длинном анальном плавнике 50—51 мягких лучей. Хвостовой плавник с 14 лучами, закруглённый. Спинной и анальный плавники не соединяются с хвостовым. Грудные плавники одинаковые по размерам и форме на обеих сторонах тела. Брюшной плавник на глазной стороне тела с длинным основанием и 12—14 лучами, соединён мембраной с анальным плавником; на слепой стороне основание плавника короткое, в нём 3—4 луча. Максимальная длина тела 22 см.
Глазная сторона тела песочного цвета, с мелкими тёмными пятнышками на голове, теле и плавниках. Слепая сторона тела беловатая.

## Ареал и места обитания
Распространены в прибрежных водах юга Австралии от полуострова Йорк (Южная Австралия) до Фримантла (Западная Австралия), включая воды вокруг Тасмании. Морские донные рыбы. Обитают в заливах и прибрежных водах над песчаными грунтами на глубинах до 20 м, заходят в эстуарии.